# Michał Walicki
Michał Marian Walicki (ur. 8 sierpnia 1904 w Petersburgu, zm. 22 sierpnia 1966 w Warszawie) – polski historyk sztuki, profesor na Politechnice Warszawskiej i w Szkole Sztuk Pięknych.

## Życiorys
W 1929 ukończył studia na Wydziale Historii Uniwersytetu Warszawskiego, a następnie rozpoczął pracę na Politechnice Warszawskiej (1929–1936) i w Szkole Sztuk Pięknych (1932–1939, 1945–1949). W 1934 został docentem, adiunktem, a w 1937 uzyskał tytuł profesora. Należał do grona pracowników Muzeum Narodowego, gdzie był kuratorem Galerii Malarstwa Obcego. Poza pracą wykładowcy kierował Instytutem Historii Sztuki Uniwersytetu Warszawskiego. Michał Walicki był wytrawnym znawcą malarstwa holenderskiego XVII i polskiego malarstwa gotyckiego, był autorem, współautorem i inicjatorem wielu wydawnictw poświęconych malarstwu polskiemu i obcemu. W czasie okupacji niemieckiej uczestniczył w ruchu oporu. W 1949 został aresztowany na podstawie fałszywych oskarżeń i po sfingowanym procesie więziony przez cztery lata. Od 1953 był związany z Instytutem Sztuki Polskiej Akademii Nauk.
Ojciec Andrzeja Walickiego, brat przyrodni Marka Walickiego.
Spoczywa na cmentarzu Powązkowskim (aleja zasłużonych-1-148).

## Ordery i odznaczenia
- Krzyż Oficerski Orderu Odrodzenia Polski (29 października 1947)[4]
- Złoty Krzyż Zasługi (11 listopada 1936)[1]

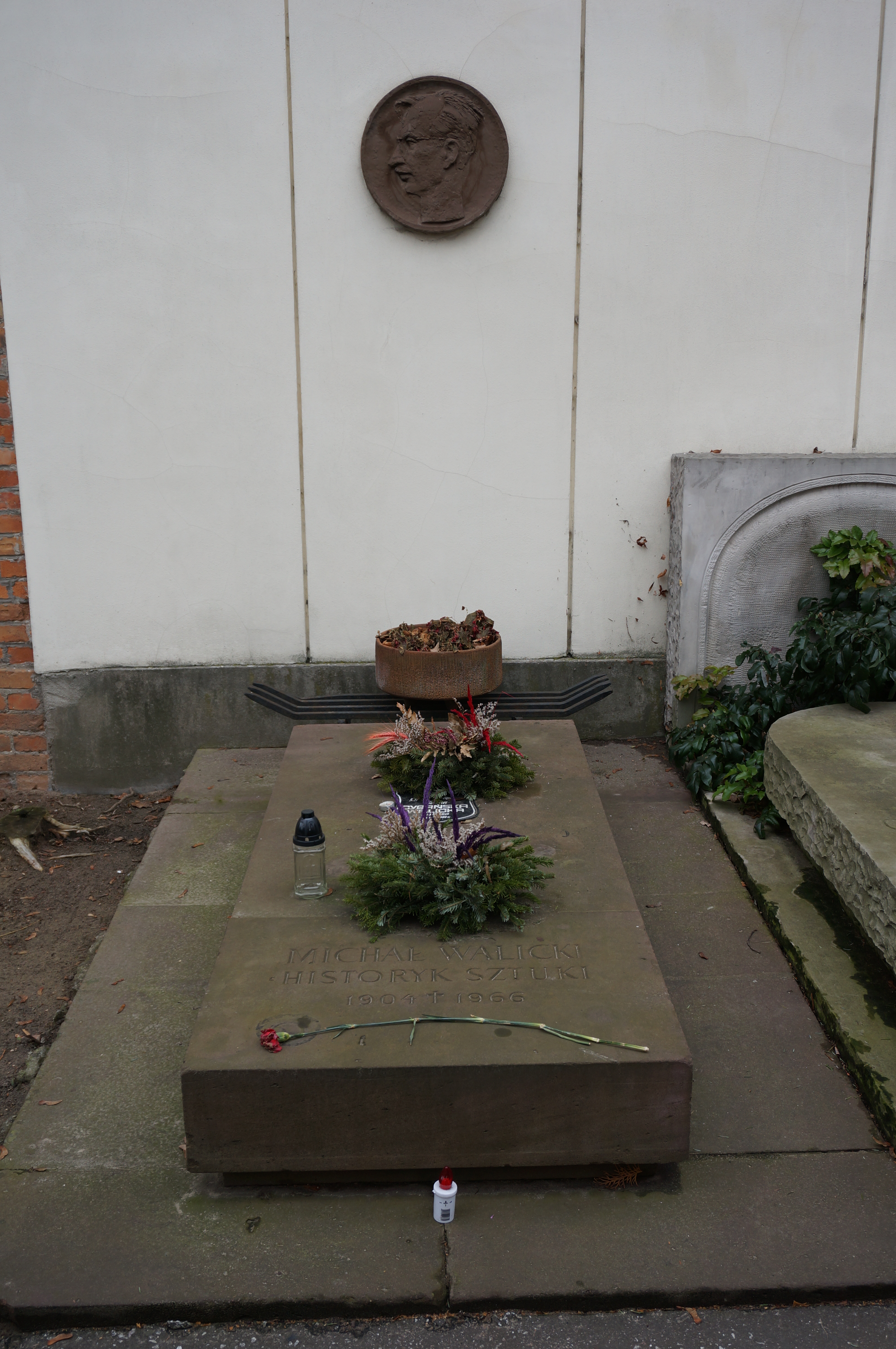
Grób Michała Walickiego na cmentarzu Powązkowskim

## Wybrane publikacje

### Książki
- Dzieje sztuki polskiej (z J. Starzyńskim, 1934);
- Malarstwo polskie XV w. (1938);
- Malarstwo obce w zbiorach polskich (1955);
- Malarstwo polskie, Gotyk, renesans, wczesny manieryzm (z Janem Białostockim, 1961);
- Obrazy dalekie i bliskie (1963);
- Złoty widnokrąg (1965).

### Artykuły
- O nową interpretację pojęcia Chrystusa Frasobliwego, „Polska Sztuka Ludowa” 1954, t. 8.